# Henry Cockayne Cust
Henry Cockayne Cust (né le 28 septembre 1780, mort le 19 mai 1861) est un ecclésiastique anglais, chanoine de Windsor de 1813 à 1861 .

## Biographie

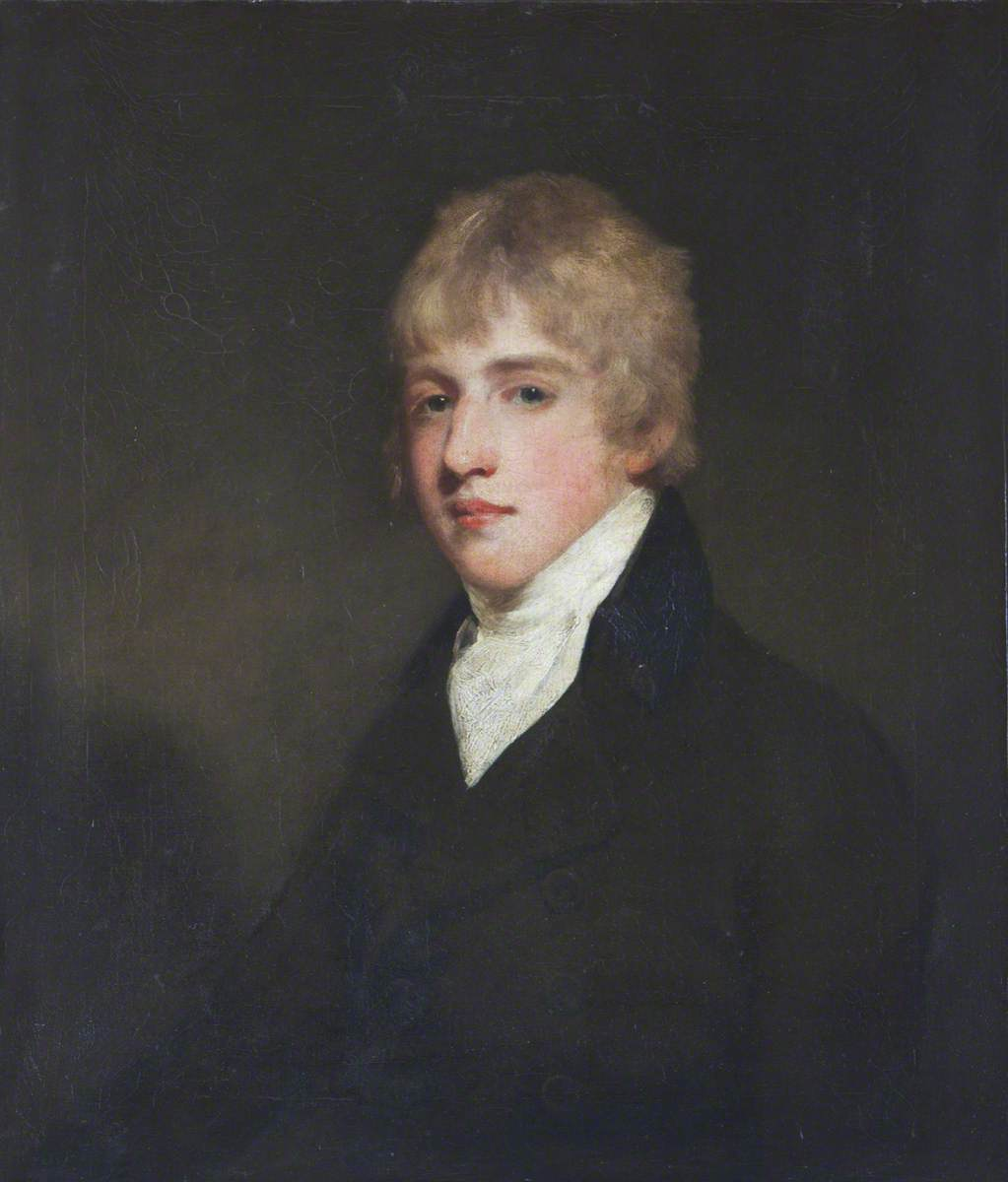
Portrait par John Hoppner, ch. 1800

Il est un fils cadet de Brownlow Cust (1er baron Brownlow) (1744-1807) et de sa femme Frances Bankes, une fille de Henry Bankes de Wimbledon, Surrey. Il est le frère de John Cust (1er comte Brownlow) ; Peregrine Cust ; Sir Edward Cust, 1er baronnet et William Cust.
Il fait ses études au Trinity College de Cambridge. Il est nommé recteur de Cockayne Hatley, Bedfordshire (1806) et recteur de Sywell, Northamptonshire (1806). Il est nommé à la première stalle de la chapelle St George du château de Windsor en 1813 et l'occupe jusqu'en 1861.

## Mariage et enfants
En 1816, il épouse Anna Maria Elizabeth Needham, une fille de Francis Needham (1er comte de Kilmorey), dont il a deux fils et deux filles :
- Henry Cockayne-Cust (1819–1884), qui adopte les armes et les noms de Cockayne, homme politique du parti conservateur britannique. Il a :
  - Harry Cust (1861–1917), homme politique, mondain et journaliste;
  - Adelbert Cockayne-Cust, 5e baron Brownlow (1867–1927), qui ayant survécu à son frère aîné, hérite en 1921 de la baronnie Brownlow de leur cousin sans enfant Adelbert Brownlow-Cust (3e comte Brownlow)
- Robert Needham Cust (1821–1909), administrateur colonial et juge;
- Reginald Cust (1828-1913), avocat
- Eleanor Katherine Cust (1823–1856), qui épouse l'auteur Walter Scott Seton-Karr, un filleul de Sir Walter Scott ;
- Georgiana Anne Cust (1825-1907), qui épouse le révérend Isaac Taylor, chanoine d'York.